# 茂世路岳
茂世路岳（もよろだけ、ロシア名: メドヴェジイ火山 Медвежий вулкан、英: Medvezhy）は択捉島にある火山。

## 概要
約41万年前の噴火で形成されたMedvezhiaカルデラ内に、ほぼ東西に安山岩、玄武岩のMedvezhia(茂世路岳：標高1,124m)、Kudriavy(硫黄岳：標高1,113m)、Meenshoi Brat(焼山：標高562m)の3峰が並び、Kudriavyでは硫気活動をしている。別名Kudriavy(クドリアビー)。
1994年には、世界初となるレニウムを主成分とする鉱物であるレニウム鉱が噴気孔から発見された。

## 噴火活動史
- 1778年(又は1779年)　噴火[4]
- 1883年　噴火[4]
- 1946年　水蒸気噴火の可能性[4]
- 1958年　噴火？[4][5]
- 1999年10月7日～13日　噴火[4]